# Mode 1930–1945
Mode 1930–1945 syftar på modet under perioden mellan 1930 och 1945. Under denna tidsperiod var mode inte längre enbart ett västerländskt fenomen, utan hade blivit ett internationellt fenomen. Modeindustrin influerades dock alltjämt främst från Europa, dock med växande influenser även från den amerikanska filmindustrin. Tidsperioden mellan 1930 och andra världskrigets slut brukar räknas som en sammanhängande tidsperiod, eftersom 1930-talets mode skilde sig från 1920-talets, och förändrades obetydligt under andra världskriget på grund av krigstidens ransonering. 

## Dammode

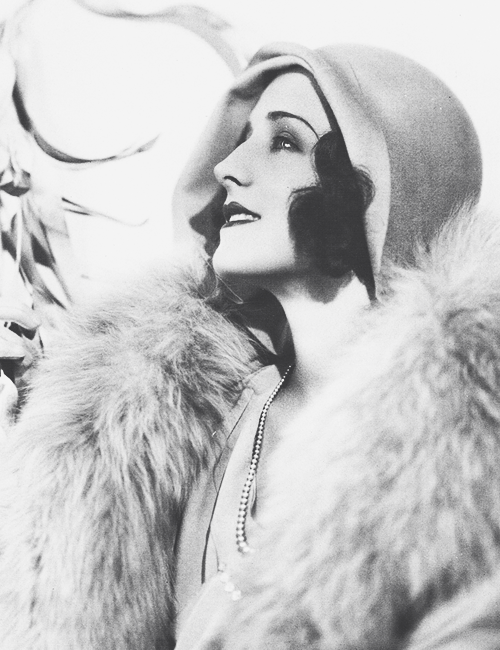

### Klädedräkt
1930-talet innebar ingen radikal förändring från 1920-talet. Den mjuka så kallade slip-on dress eller tubklänningen som drogs över huvudet var fortfarande den självklara basklänningen, men klänningar blev längre och även mindre lösa och mer skräddade och figurnära allteftersom årtiondet fortskred. 
Dräkt blev en populär standardkostym för kvinnor, och Coco Chanel-dräkten fick konkurrens från andra typer av kostymer för kvinnor. Fjärilsklänningen, med en vid krage som även fungerade som ärmar och som påminde om en fjäril, blev mycket populär. Chiffong var omtyckt material för sommarklänningar, som kunde vara långa och ryschiga. 
Vid denna tid etablerades slutgiltigt regeln att aftonklänningar skulle vara långa och fotsida, medan vardagsklänningar och kjolar skulle vara korta. 
En nyhet var långbyxor, som slog igenom i dammodet på 1930-talet med hjälp av Coco Chanel och filmstjärnor som Marlene Dietrich och Greta Garbo. Men det var långt ifrån helt socialt accepterat bland vanliga människor ända in på 1960-talet. De uppfattades i praktiken som utmanande fritidskläder som bars endast av en radikal minoritet, och att bära byxor var inte allmänt accepterat som klädsel för kvinnor offentligt, även om en minoritet kvinnor började bära dem som fritidskläder. 
Håret låg de första åren fortfarande i en kort frisyr runt huvudet, men skulle nu inte längre vara rakt utan lockigt (permanentat). Håret blev gradvis längre under årtiondets gång. Klockhatten ersattes allteftersom av andra hattmodeller, gärna med hög kulle och med olika dekorationer, eller inspirerade av herrhatten. Accessoarer var viktiga under denna period: hatt, handskar och handväska skulle gärna vara koordinerade, och med accessoarer kunde man åstadkomma olika intryck av samma kläder. 
Under andra världskriget 1939–1945 begränsades modet av ransoneringen och tog till viss del en paus. Det ransonerade tyget användes till funktionella kläder, och kjolar och klänningar var raka och bara långa nog att täcka knäna, vilket definierades som nödvändigt och funktionellt. 
Inom ramarna för ransoneringens begränsade möjligheter fortsatte dock modeutvecklingen på sin inslagna väg, vilket innebar att midjan och figuren blev alltmer markerad, klänningar och jackor allt mer figursydda och axlarna allt rakare, gärna med puffärmar. Ett fokus under denna tid var hatten, som inte omfattades av ransoneringen och ofta var fantasifull och dekorerad. Man dekorerade också gärna klänningslivet med påsydda blommor vid ringningen. Frisyrerna var gärna invecklade. En populär frisyr var den axellånga stilen, med håret lockat, mittbenat och sedan uppsatt med kammar över tinningarna. 

### Bildgalleri

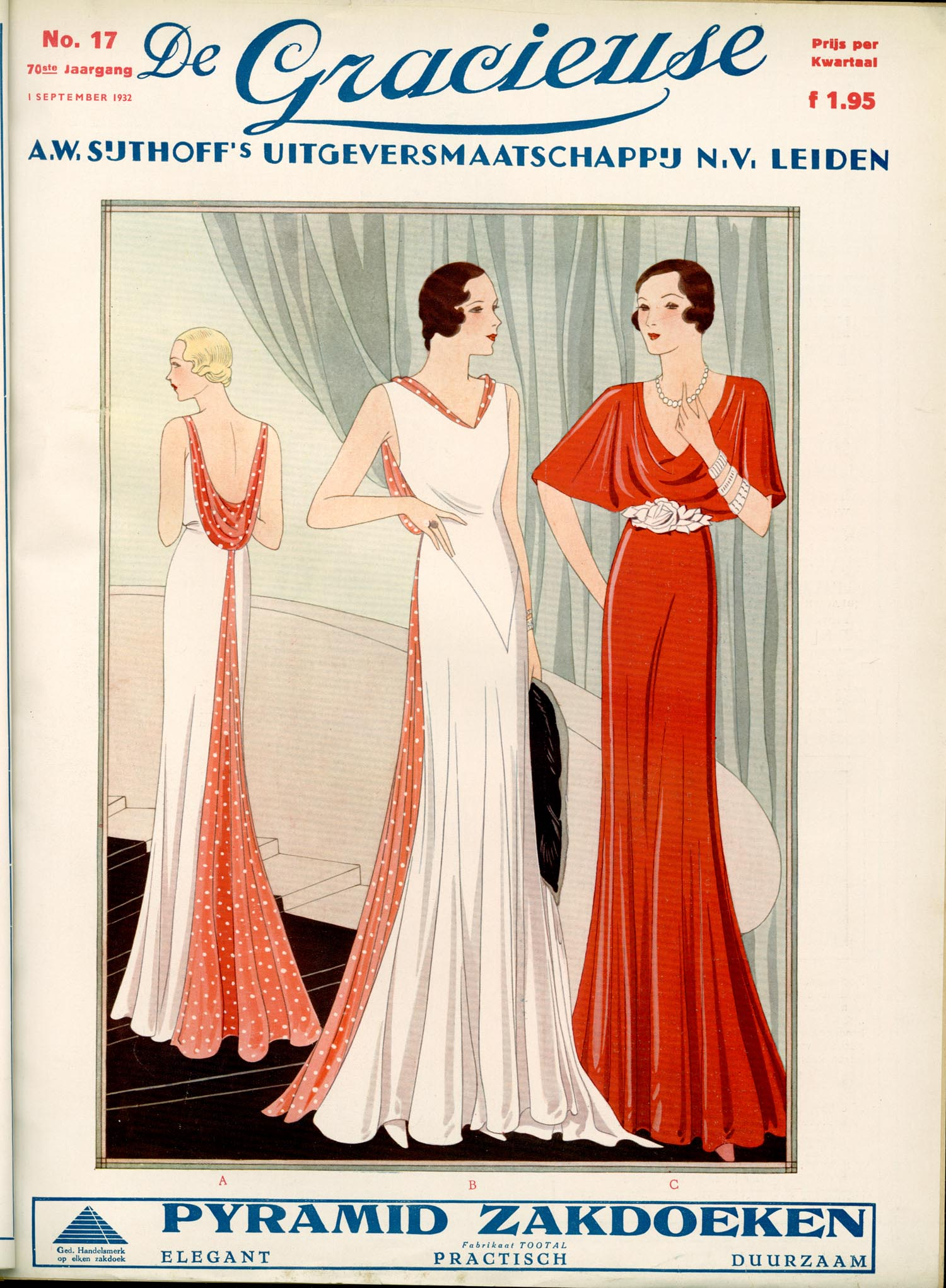
Gracieuse. Geïllustreerde Aglaja, 1932, aflevering 17, pagina
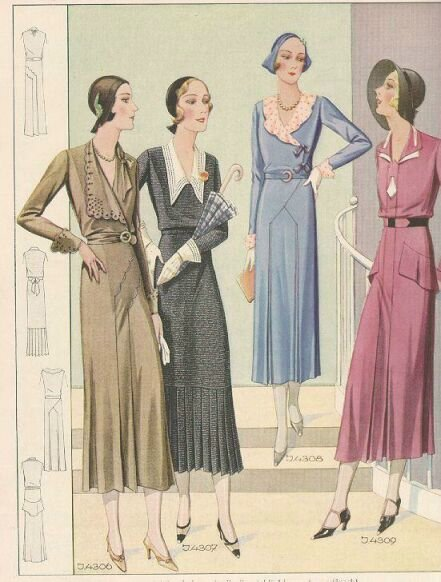
Divat31
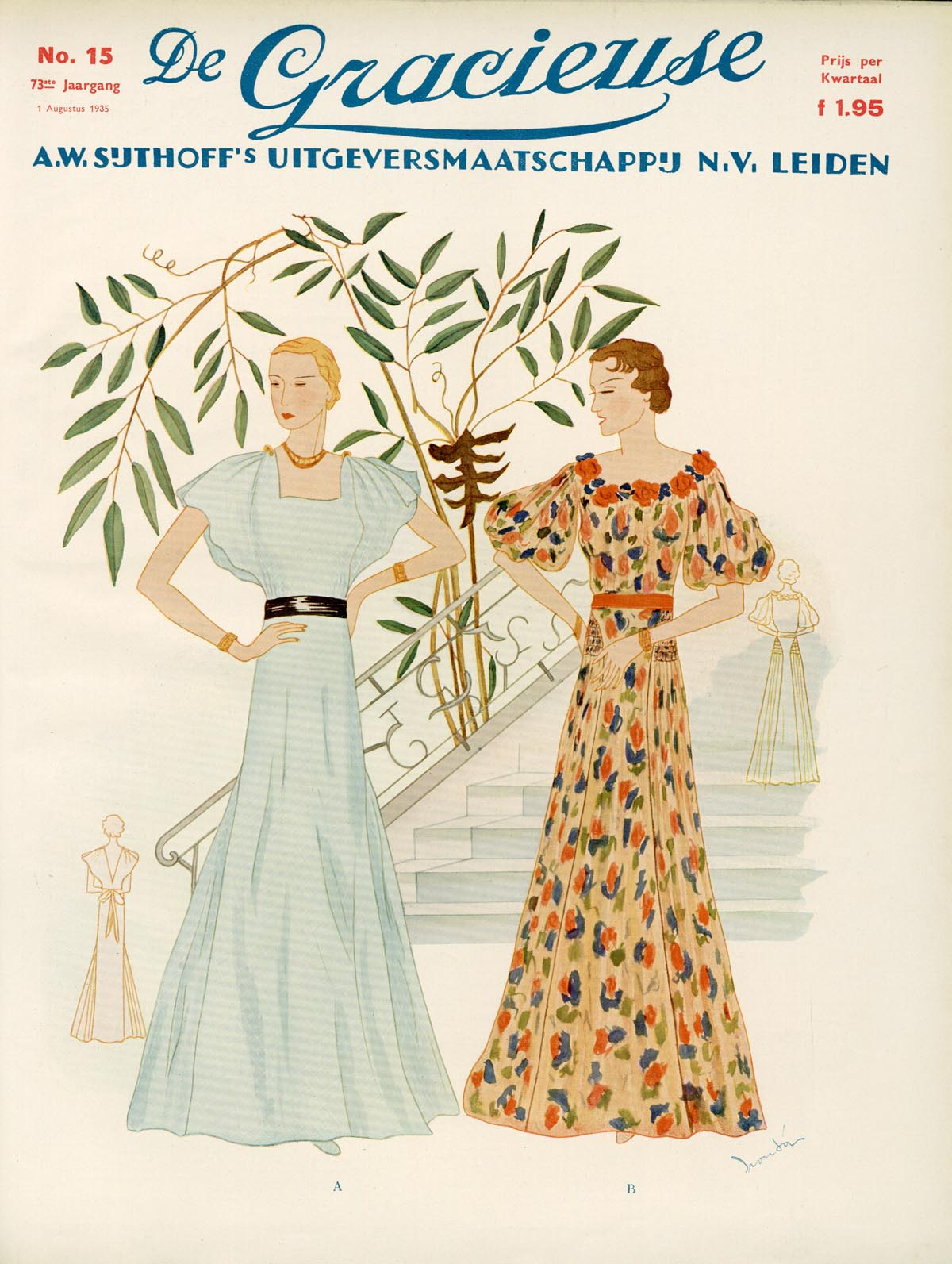
Gracieuse. Geïllustreerde Aglaja, 1935, aflevering 15, pagina
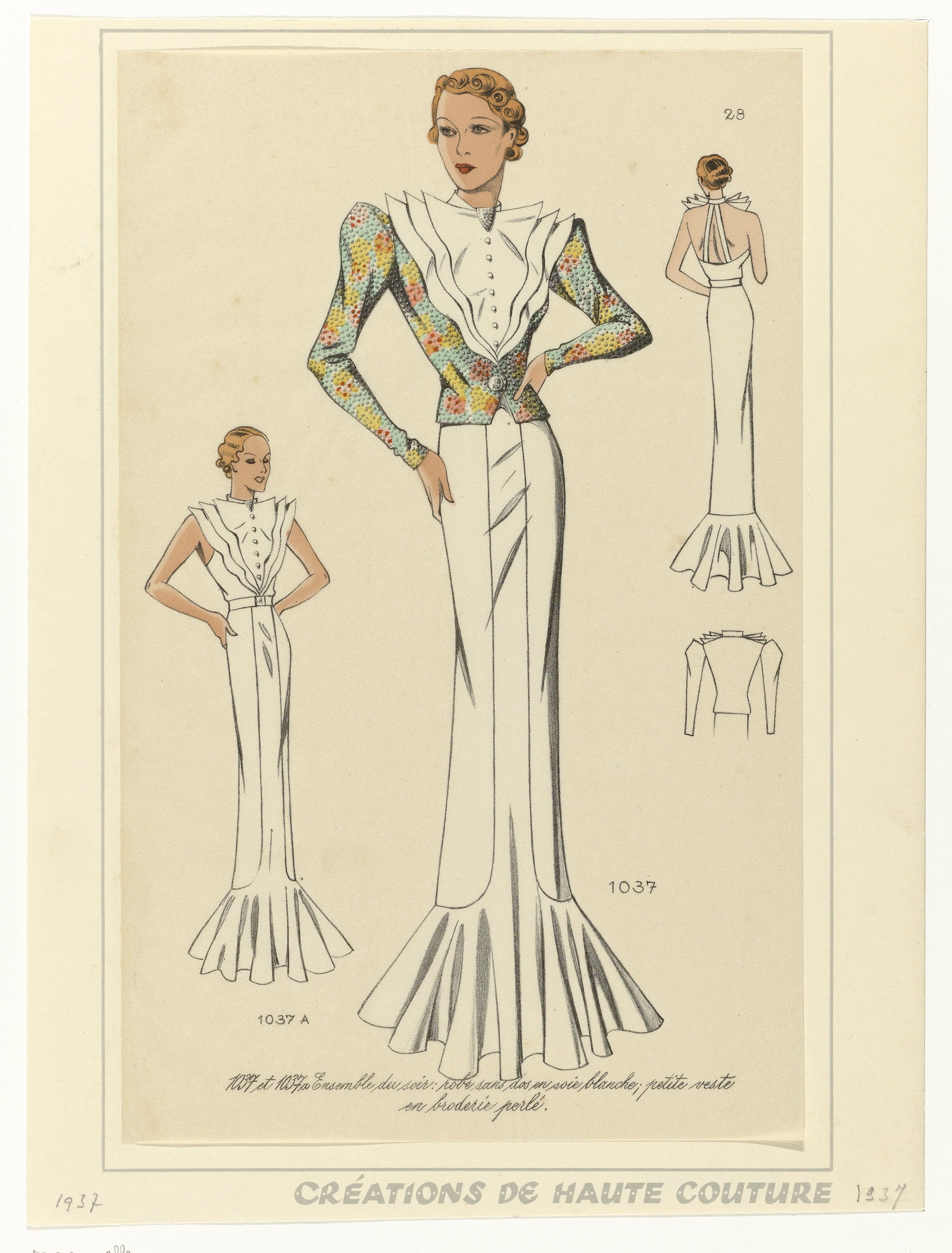
Créations de Haute Couture, No. 28, No. 1037, 1037A Ensemble du soir, RP-P-2009-3883
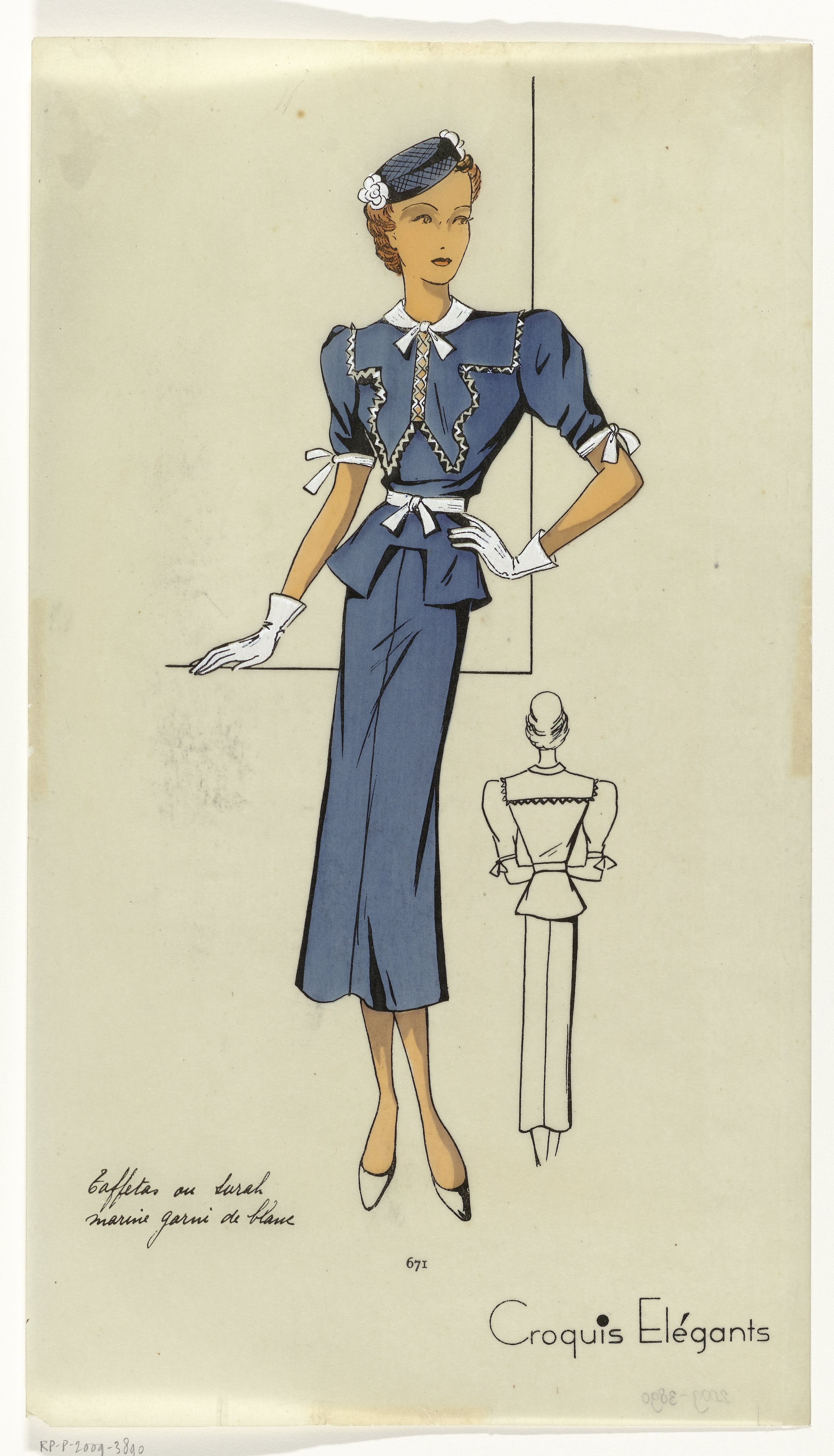
Croquis Elégants, 1939, No. 671 Taffetas ou surah, RP-P-2009-3890.
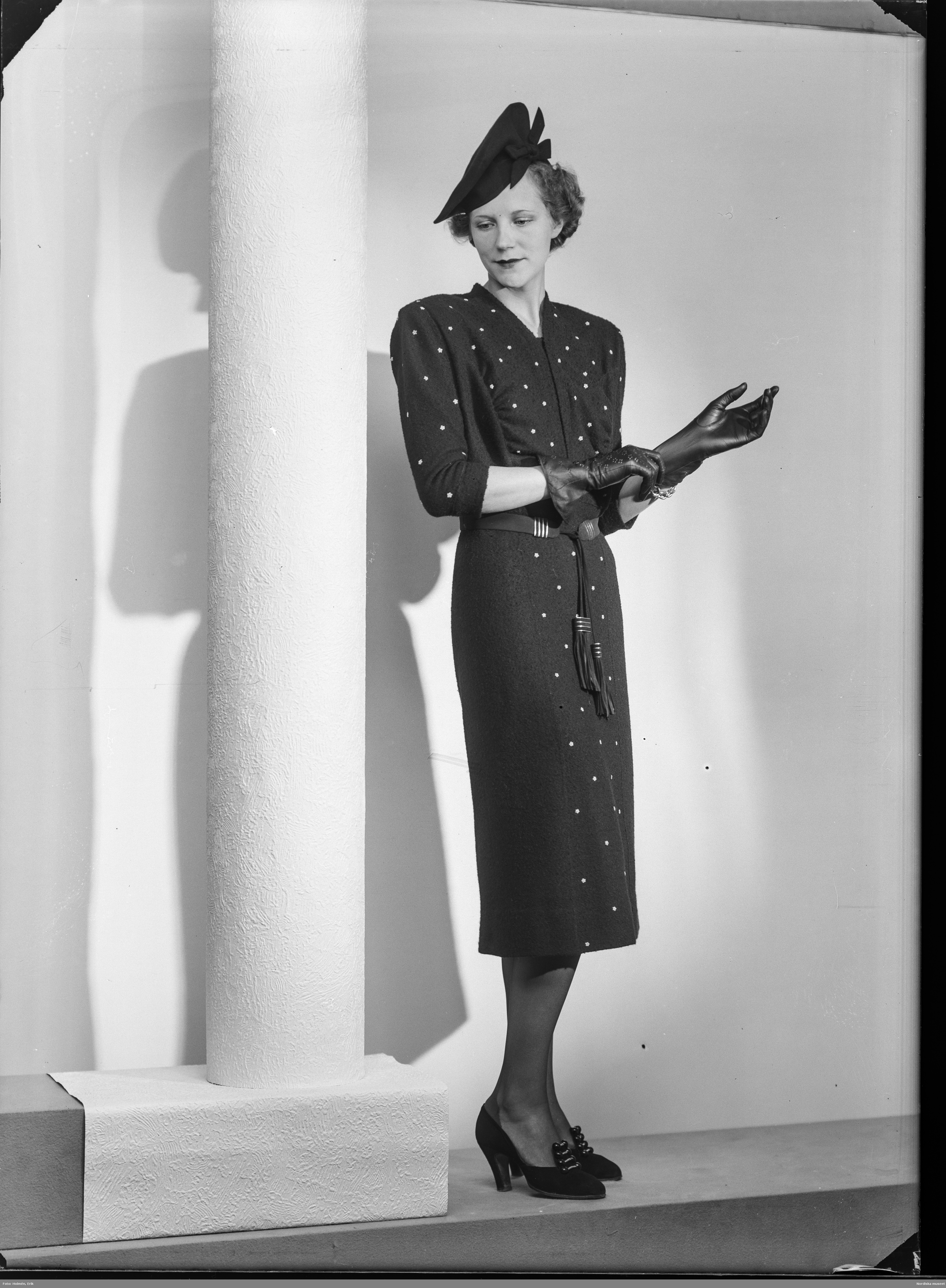
Dammode - Nordiska museet - NMA.0097210

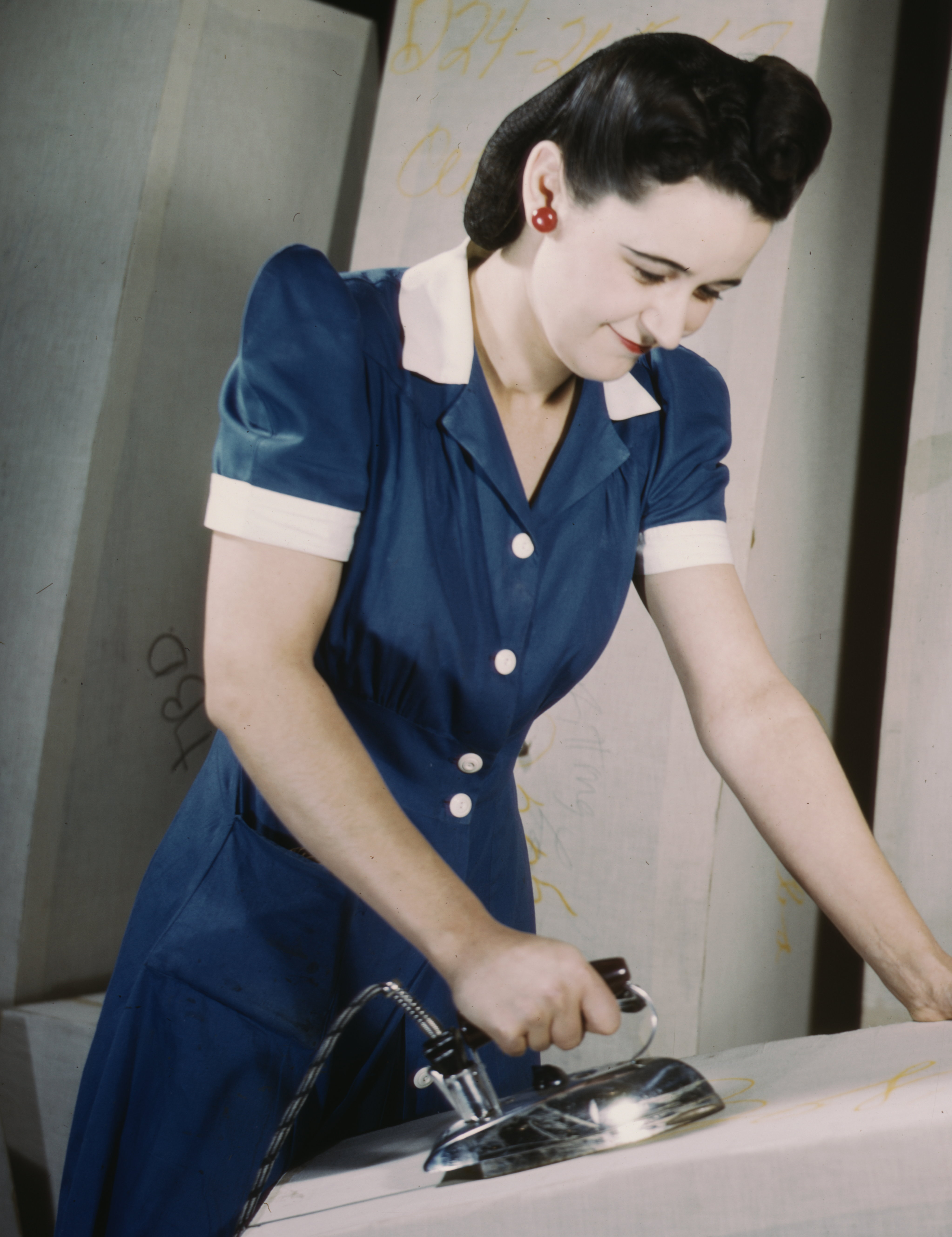
Ironing (cropped)
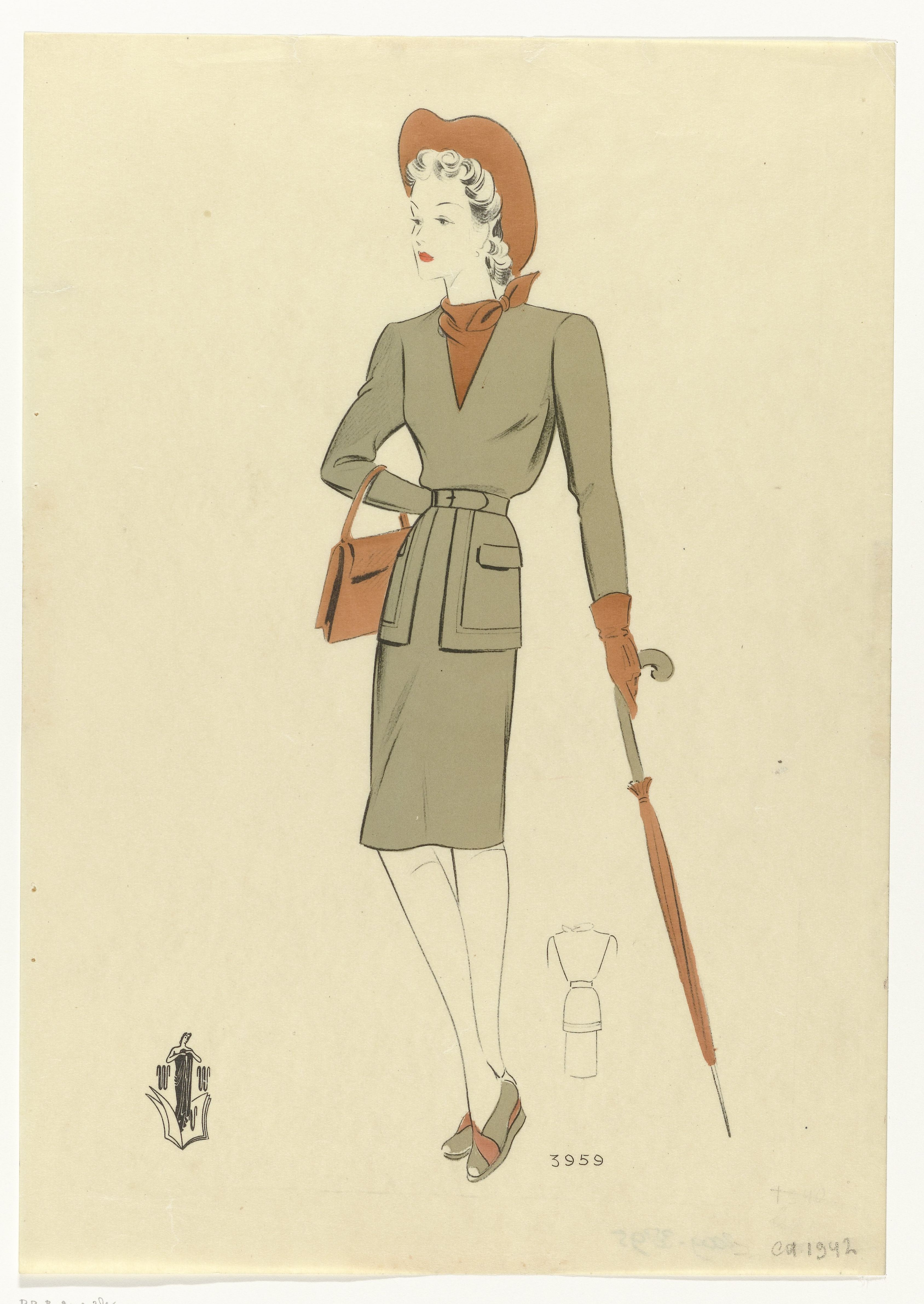
Vrouw met handtas en paraplu, ca. 1942, No. 3959, RP-P-2009-3895
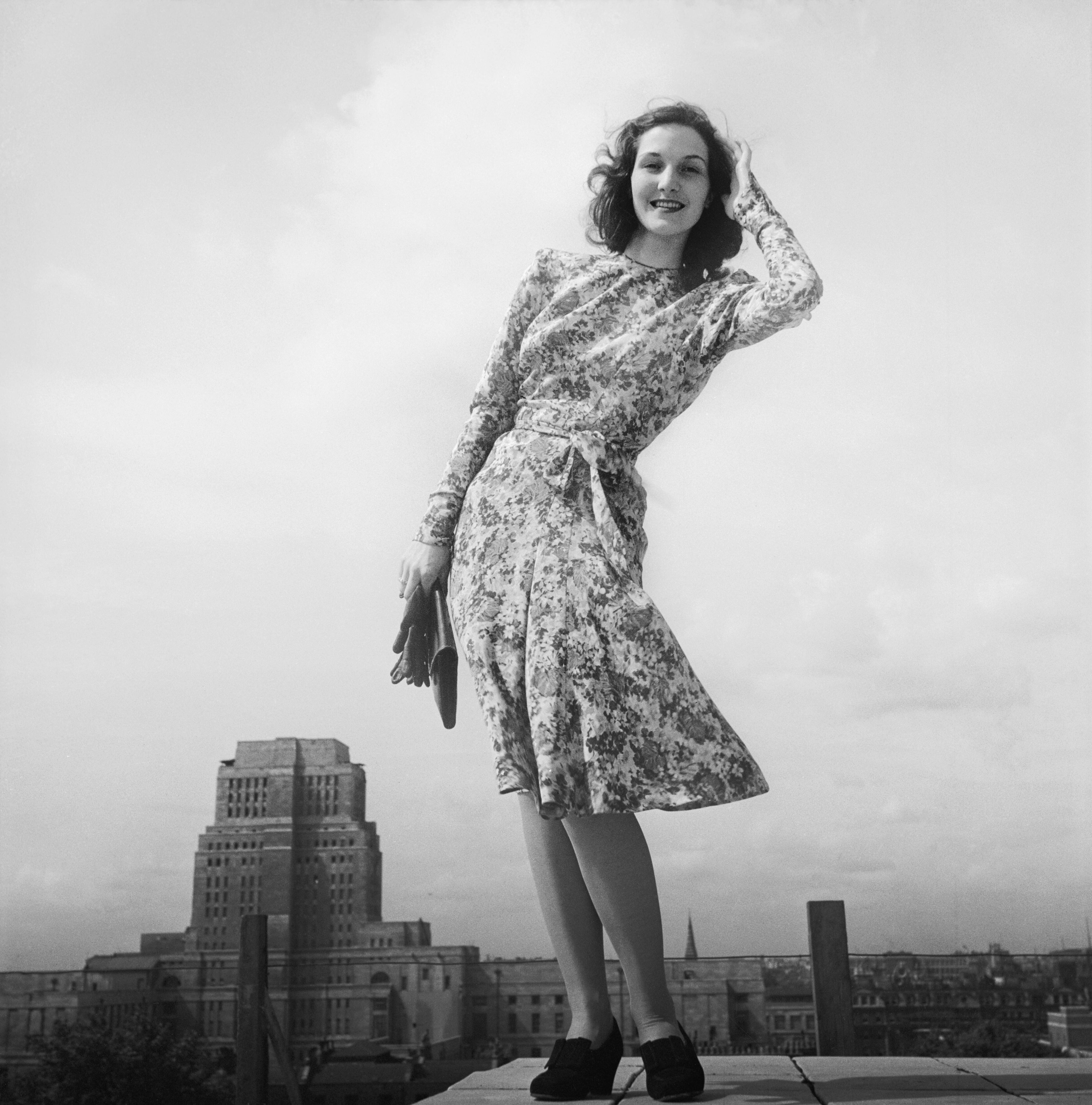
Austerity Clothes- Fashion Restrictions in Wartime Britain, 1943 D14820
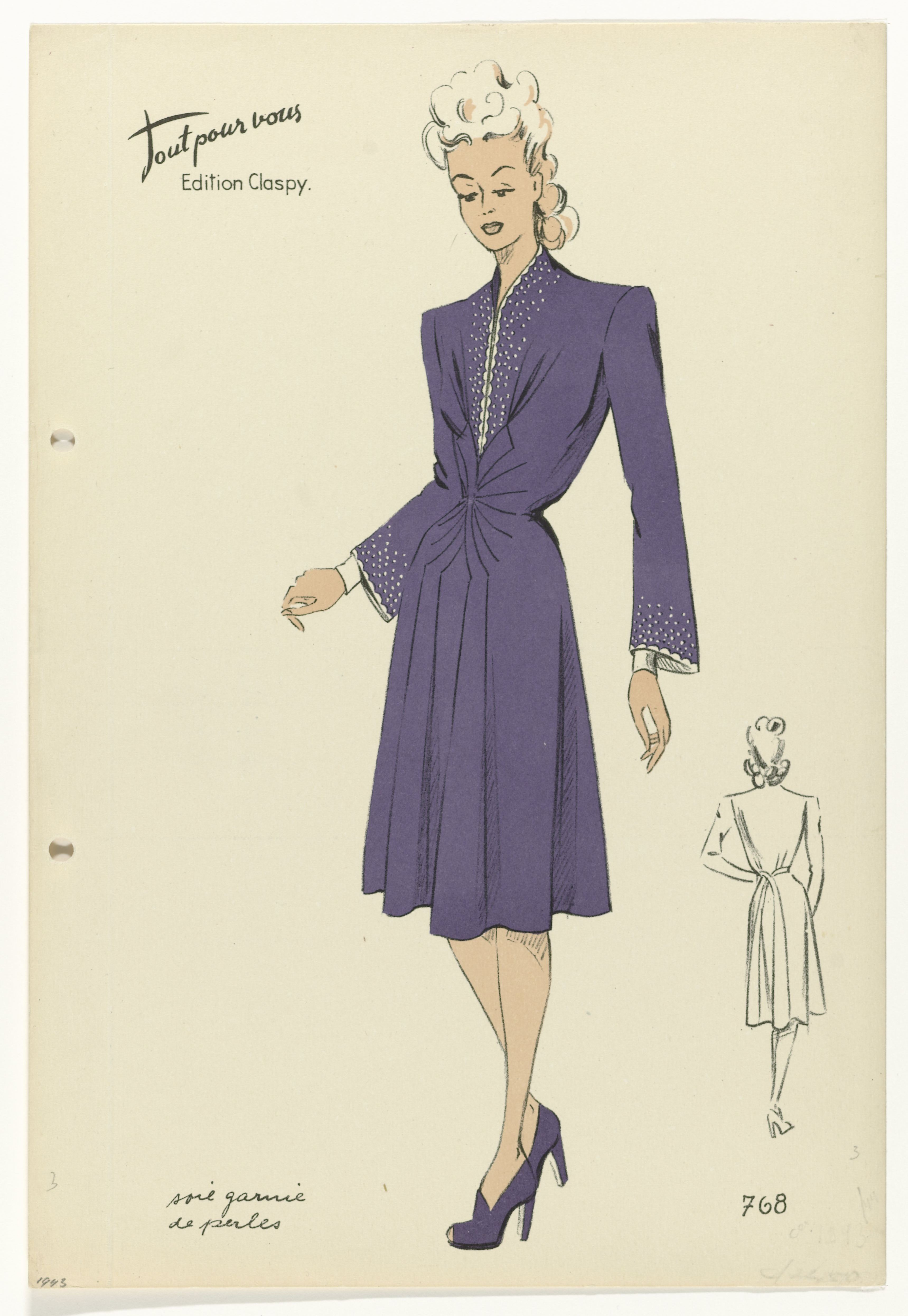
Tout pour vous, Edition Claspy, 1943, No. 768 Soie garnie de perles, RP-P-2009-3904
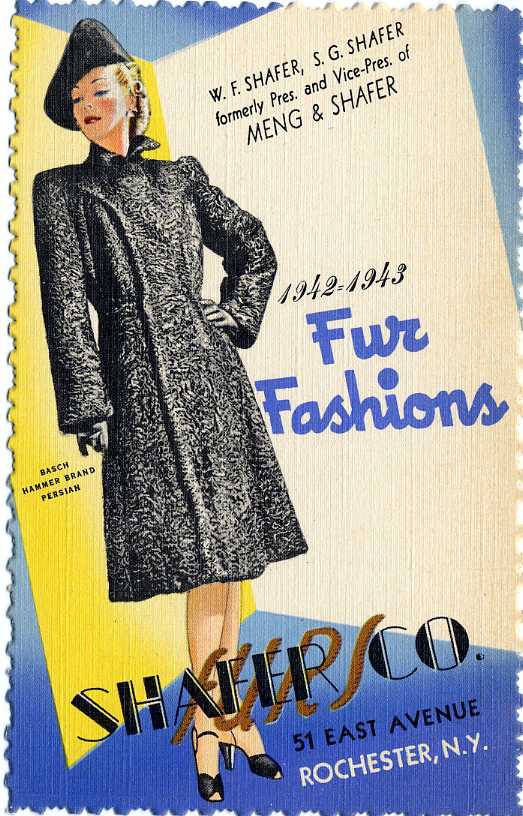
1942-1943 Fur Fashions, Shafer Co (NBY 10276)
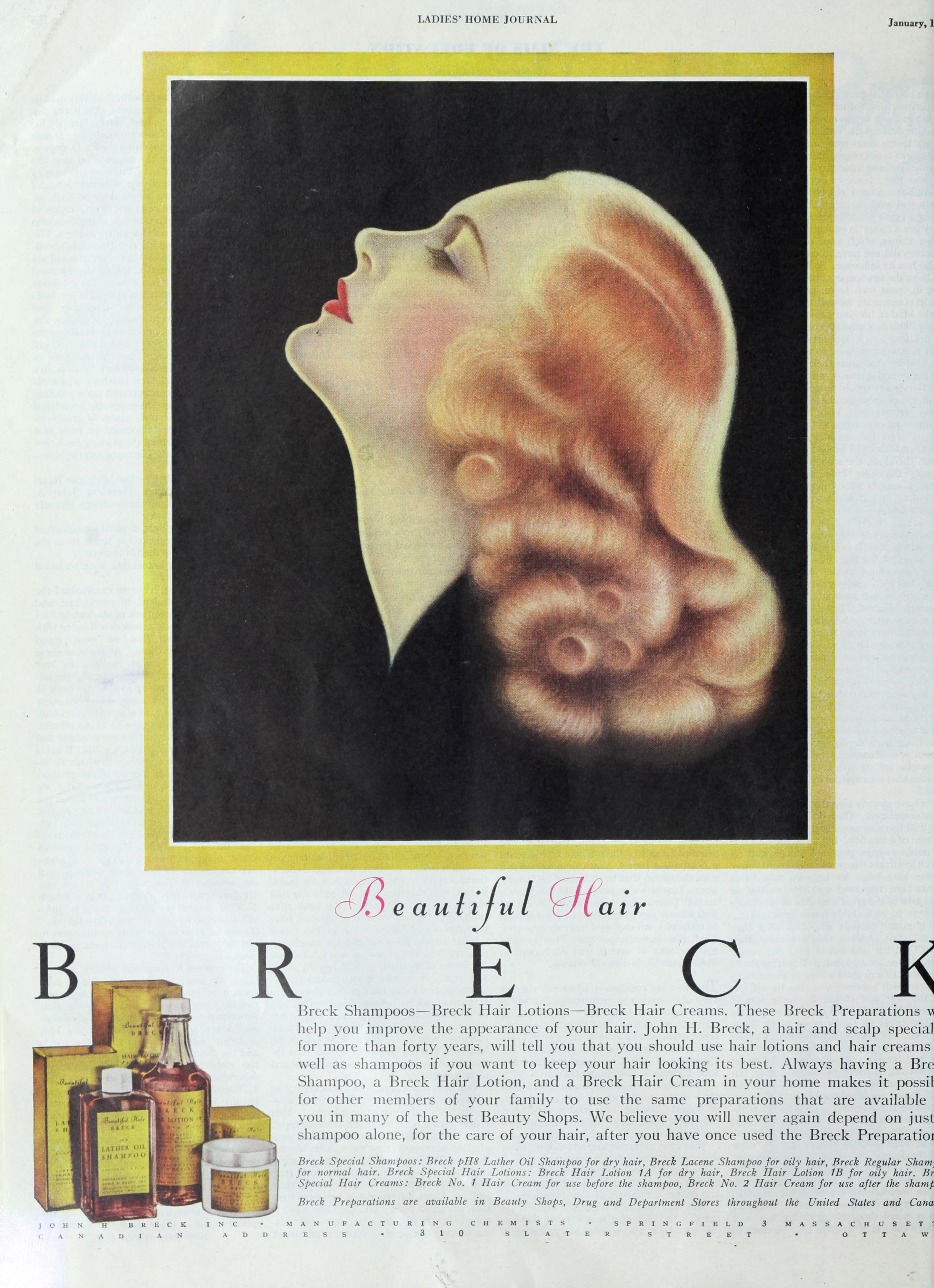
The Ladies' home journal (1948) (14765488145)

## Herrmode

### Klädedräkt
En nyhet för kostymen var den så kallade Drape suit. Det var en ny skärning av kostymen där mer tyg syddes in i den dubbelknäppta kavajen över axlarna, som vadderades, och midjan syddes in samtidigt som byxorna blev vidare. Detta skapade en V-form som fick mannen att se mer atletisk ut, samtidigt som den var mer bekväm att bära än den tidigare kostymen. Drape suit populariserades av filmstjärnorna och blev oerhört populär. 
Den mest formella festklädseln var nu smoking. En mer informell festklädsel utgjordes av den vita så kallade mässjackan. 
I fritidsklädseln hade nu de knäkorta knickersbyxorna ersatts av vanliga bekväma byxor. Blazern, gärna röd, vit och blå-randig, var nu den självklara överdelen till fritidskläder. Fritidsbyxor skulle gärna vara ljusa och överdelen mörk. Till den bars ofta skärmmössa. 
Männens kortklippta hår pomaderades gärna bakåt. Slätrakat ansikte var det mest populära, men mustasch blev en alternativ stil.   
Herrmodet, som var mer konservativt och ändrades långsammare än dammodet, konserverades under krigsåren. Hugo Boss designade kläder för tyska armén under andra världskriget.

### Bildgalleri

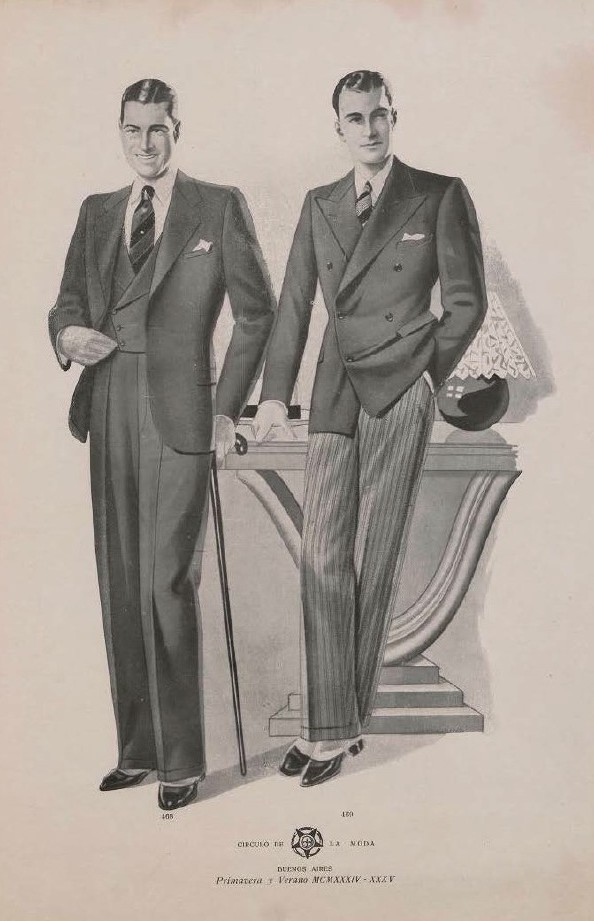
Argentine fashion plate menswear 1934
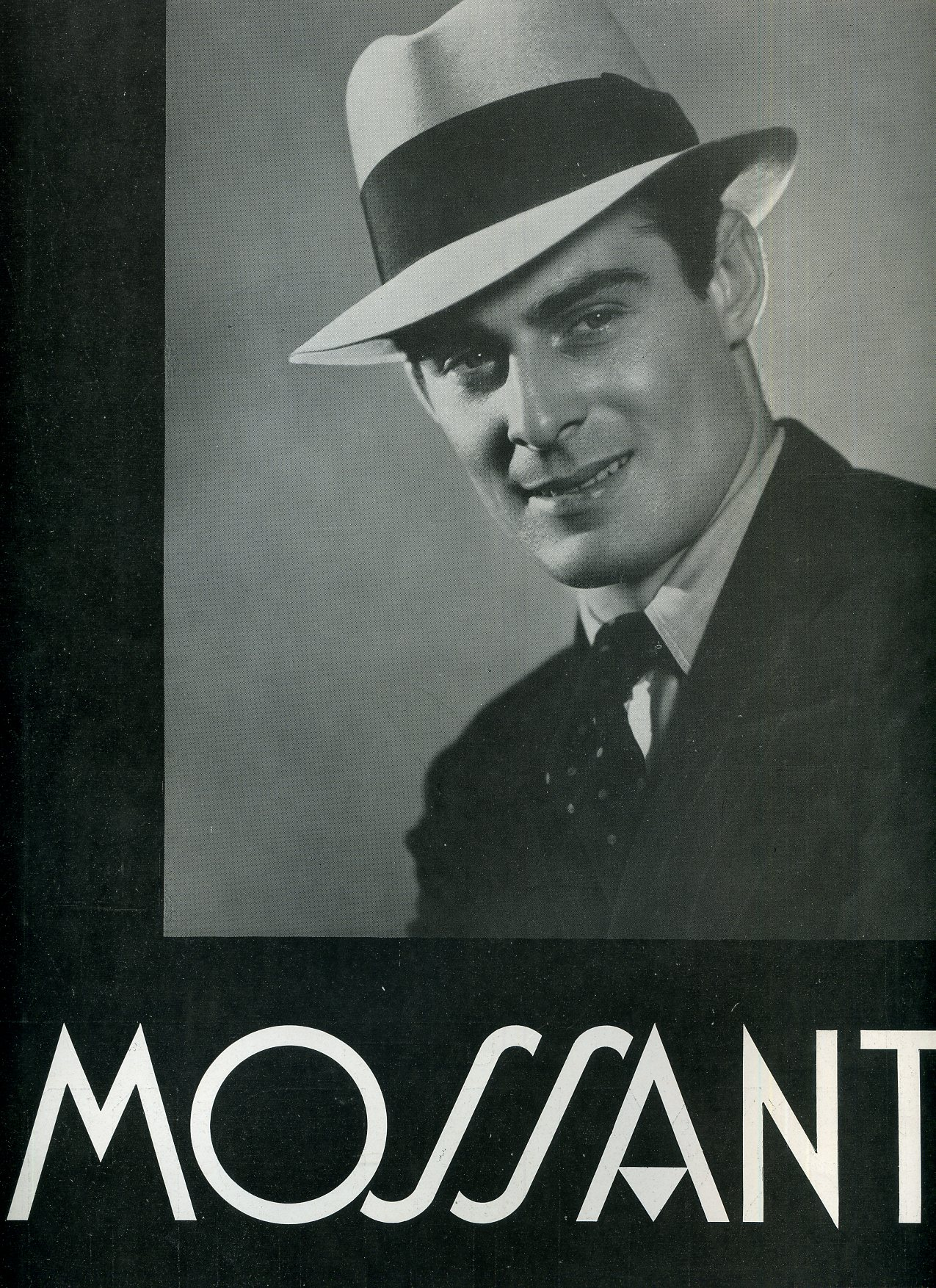
Mossant
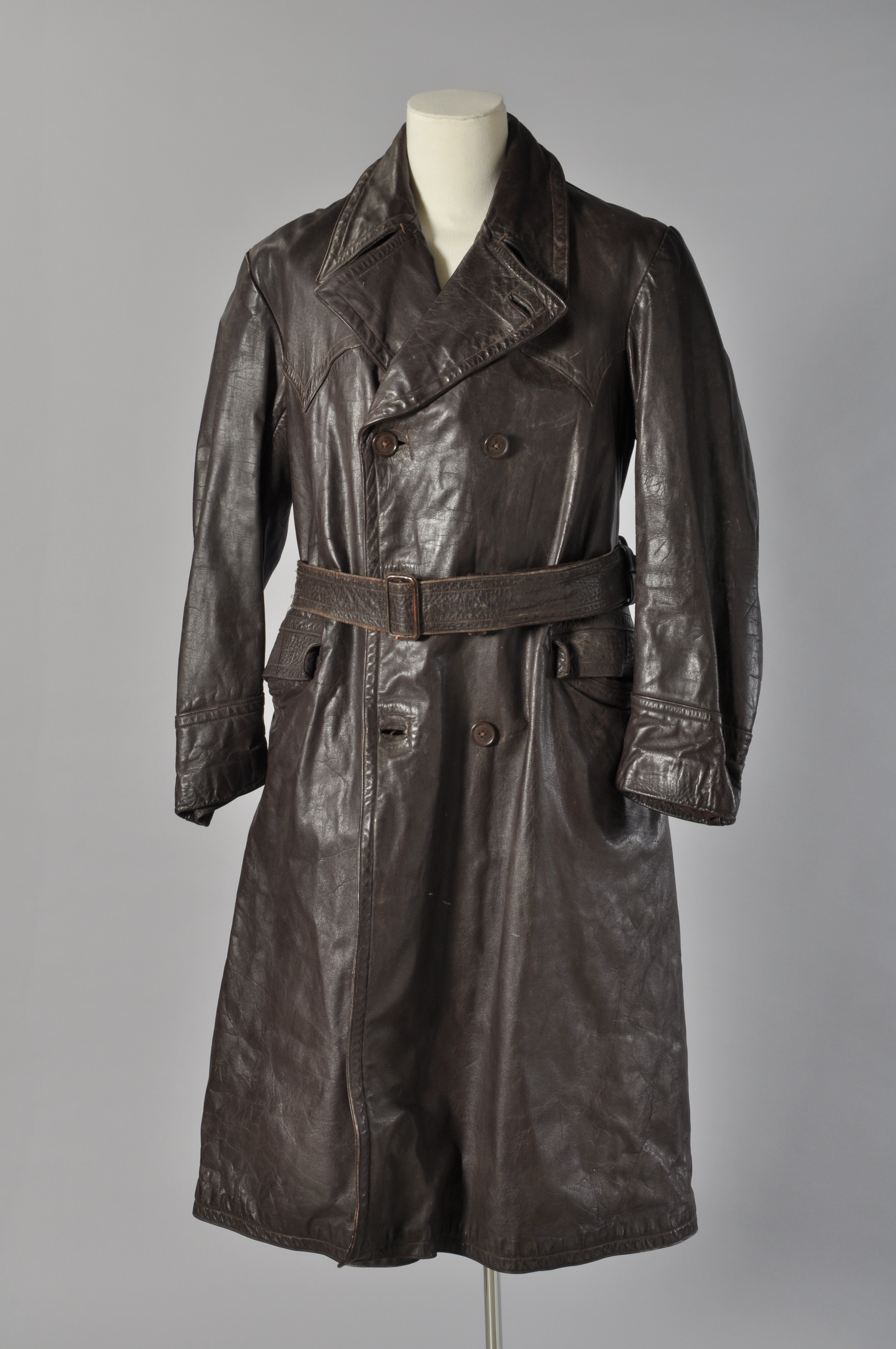
Motorjas van leer, “Willem de Jongh”, objectnr 65137(1)